# C&C Group
C&C Group plc er en irsk producent af alkoholiske drikkevarer og læskedrikke. De kendes især for deres produktion af cider og deres Magners Irish Cider. De har bryggerier i Irland, Storbritannien og USA.
Virksomheden blev etableret af Dr Thomas Cantrell, som åbnede en butik i Belfast i 1852, der solgte læskedrikke. I 1868 indgik han et partnerskab med oldermand Henry Cochrane i Dublin i 1868, og de gjorde derefter forretninger under navnet Cantrell & Cochrane Limited.